# Brevet de technicien supérieur - Professions immobilières
 (juin 2024).
Si vous disposez d'ouvrages ou d'articles de référence ou si vous connaissez des sites web de qualité traitant du thème abordé ici, merci de compléter l'article en donnant les références utiles à sa vérifiabilité et en les liant à la section « Notes et références ».
Le brevet de technicien supérieur en professions immobilières a été créé à la demande des professionnels de l’immobilier. Il forme des techniciens chargés de gérer et de négocier des biens immobiliers. Avoir le sens du contact, le goût du dialogue, des responsabilités, avoir l’esprit d’équipe, savoir négocier, faire preuve de rigueur et d’organisation sont les qualités requises pour exercer dans ce secteur.
La plupart des admis sont titulaires d’un bac STG, spécialité action et communication commerciales ou d’un baccalauréat général. 20 % des élèves viennent de l’université et ont souvent déjà une année de droit derrière eux, un atout dans cette filière.

## Objectifs
Les professions immobilières ont pour activité la gestion, la négociation de biens immobiliers (appartements, maisons, bureaux, commerces, terrains…) ainsi que les opérations de promotion immobilière. L'objectif du BTS Professions Immobilières est de donner aux candidats les capacités nécessaires en comptabilité, droit, fiscalité, informatique, techniques de communication, marketing, animation commerciale, connaissances du bâtiment…
Le titulaire du BTS PI (BTS Professions Immobilières) exercera son activité au sein :
- de cabinets d’administration de biens qui gèrent des biens immobiliers mis en location ou des immeubles en copropriété,
- d’agences immobilières qui assurent la vente ou la location de biens immobiliers,
- de sociétés immobilières propriétaires d’immeubles mis en location dans le secteur privé ou social (sociétés foncières, HLM…),
- de sociétés de promotion construction qui vendent des immeubles qu’elles réalisent et d’entreprises ou de collectivités qui gèrent leur propre patrimoine immobilier.

Dans cet ensemble de professions immobilières, la variété des activités exercées permet le passage d'un emploi à l'autre en fonction de la conjoncture économique.

## Modes de formation
Le BTS Professions Immobilières peut être suivi au sein de lycées publics ou privés (le coût variant de quelques centaines d'euros à plusieurs milliers d'euros). En France, plus de 115 établissements proposent cette formation.
De plus en plus, le BTS PI fait l'objet de formations par correspondance. Les élèves formés à distance sont évalués tout au long de l'année jusqu'à l'examen final.

## Formation
Horaires hebdomadaires de première année : français (2 h), langue vivante étrangère (3 h), économie générale (2 h), économie d’entreprise (2 h), droit général et de l’immobilier (droit social, pénal, administratif, droit de l'urbanisme, 6 h), techniques de l’immobilier (étude de marché, calculs commerciaux, TVA, techniques comptables et fiscales, 9 h), techniques du bâtiment (1 h), actions professionnelles (4 h), aide à la vie professionnelle (1 h). Dix semaines de stage complètent la formation. Elles doivent se dérouler dans deux entreprises immobilières au moins.
| Langue vivante étrangère 1 (anglais)                  | 20 min | 2 h                                             |
| Économie générale et d'entreprise                     |        | 3 h                                             |
| Unités professionnelles                               |        |                                                 |
| Droit général et droit de l'immobilier                |        | 4 h                                             |
| Transaction et gestion immobilière                    |        |                                                 |
| Transaction immobilière                               |        | 2 h 30                                          |
| Gestion immobilière                                   |        | 2 h 30                                          |
| Conduite et présentation d'activités professionnelles | 30 min |                                                 |
| Stage                                                 |        | 12 semaines (réduite sous certaines conditions) |

## Débouchés
Les diplômés occupent des postes d’agents immobiliers, de gestionnaires de biens locatifs ou de copropriétés. Les agences immobilières, les cabinets d’administrateurs de biens, les entreprises de promotion-construction, les compagnies d’assurances ou encore les notaires sont des employeurs potentiels. Pour s’installer comme agents immobiliers, gestionnaires de copropriétés ainsi que gestionnaires immobiliers, les techniciens doivent impérativement posséder la carte professionnelle.
Ils peuvent également poursuivre leurs études en s'inscrivant en licence professionnelle, telle que la « Licence pro mention activités juridiques : métiers du droit de l'immobilier », afin d'acquérir des compétences supplémentaires et favoriser une évolution significative dans leur carrière professionnelle.